# Gamalielevangelium
Das Gamalielevangelium oder Evangelium des Gamaliel (bibliographisches Kürzel: EvGam) ist ein fragmentarisch überliefertes apokryphes Evangelium. 

## Überlieferung
Von dem ursprünglichen Werk sind nur zwei sahidische Pergamentblätter einer einzigen Handschrift mit den originalen Seitenzahlen 53/54 und 69/70 erhalten. Die Handschrift mit der Signatur copte 127 fol. 37 und copte 129 fol. 38 befindet sich in der Bibliothèque Nationale in Paris. Es gibt jedoch eine homiletische Neufassung und Überarbeitung des Gamalielevangeliums von dem Bischof Cyriakus aus Oxyrhynchus, bekannt unter dem Namen Marienklage, die zunächst auf Koptisch verfasst und dann ins Arabische und im 14. Jahrhundert ins Äthiopische übersetzt wurde. Der Bischof wird in anderen Quellen mehrfach erwähnt, es ist jedoch nichts näheres über ihn bekannt. Die Marienklage liegt in der arabischen und äthiopischen Fassung in mehreren Handschriften vor und gibt uns Kenntnis vom gesamten Inhalt der Schrift, jedoch nicht im koptischen Wortlaut.

## Entstehungszeit und -ort, ursprüngliche Sprache
Der Ägyptologe und Philologe Pierre Lacau äußerte sich nicht zur Datierung der Handschrift, die zugleich der spätest mögliche Zeitpunkt für die Entstehung des Werks wäre (terminus ante quem), setzte diesen aber früher an als Marcus Antonius van den Oudenrijn, der sie auf die 2. Hälfte des 5. Jahrhunderts datierte. Es ist bekannt, dass die Schrift in Oxyrhynchus bekannt war, es gibt jedoch bisher keinen verlässlichen Hinweise auf den Ursprungsort.
Bisher wurde nicht systematisch untersucht, ob das Werk ursprünglich koptisch geschrieben wurde, wie es Oudenrijn und Aurelio de Santos Otero meinten, oder ob es eine Übersetzung aus dem Griechischen ist, wie Lacau annahm.

## Titel und literarische Gattung
Der angegebene Verfasser ist der im Neuen Testament als Zeitgenosse Jesu genannte Gamaliel, es handelt sich demnach um einen pseudepigraphen Text. Der ursprüngliche Titel ist nicht bekannt, der Titel „Gamalielevangelium“ ist nur erschlossen. Die Alte Kirche erwähnt nirgends ein Gamalielevangelium. Der Text, wie sich aus der Marienklage erschließt, ist der Gattung nach eine einfache und gut aufgebaute Erzählung der Passionsgeschichte. Der Stoff der Erzählung steht in der Tradition der Nikodemus- und Pilatusliteratur.

## Inhalt
Das Gamalielevangelium will die Unschuld des Pilatus am Tod Jesu beweisen. Es versucht sogar, diesen als Christen erscheinen zu lassen. Entsprechend fällt die Schuld am Tod Jesu auf die jüdische Obrigkeit. Die gesamte Schrift ist von einer judenfeindlichen Haltung durchzogen. Des Weiteren ist ein apologetisches Interesse festzustellen, weitere Beweise für die Auferstehung Jesu zu liefern. So fungiert Pilatus als Zeuge für die Auferstehung eines Toten beim Grab Jesu (vgl. Mt 27,52–53 ). Die Rolle des Herodes dürfte nach Oudenrijn aus dem Petrusevangelium stammen, das in Ägypten noch recht lange in Gebrauch war.

## Erhaltene Teile der koptischen Fragmente
Mit Hilfe der Marienklage lassen sich die beiden Fragmente in einen Gesamtzusammenhang bringen. An der Stelle, wo der überlieferte Text beginnt, ist vorausgesetzt, dass Pilatus durch eine Traumvision von der Auferstehung Jesu überzeugt ist und dieses den Juden gegenüber beweisen will. Er verhört die Soldaten, die das Grab bewachten, die aber die Wahrheit leugnen und unterschiedliche Geschichten erzählen. Pilatus lässt daher die Soldaten einsperren. Er geht mit dem Hauptmann und den Obersten der Juden und den Hohepriestern zum Grab Jesu, wo sie die Leichentücher, aber keinen Leichnam finden. Pilatus weint über den Leichtüchern und umarmt sie. Durch die Berührung mit ihnen wird ein Auge des Hauptmanns wieder gesund, das er in einem Kampf verloren hatte. 

In der Handschrift folgt eine Lücke von vier Seiten. Als Nächstes kommt die Gesellschaft zu einem Brunnen, in dem sich angeblich der Leichnam Jesu befindet. Tatsächlich handelt es sich aber um den Leichnam des Schächers, der am Kreuz Buße getan hat. Pilatus lässt nun dessen Leiche in die Leichentücher Jesu hüllen, worauf der tote Schächer ins Leben zurückkommt. Dies wird als Beweis der Auferstehung Jesu gewertet. Die Beschreibung der eigentlichen Auferstehung Jesu ist im vorhandenen Textfragment nicht enthalten.

### Ausgaben und Übersetzungen
- Pierre Lacau: Fragments d'apocryphes coptes. In: Mémoires / Institut Français d'Archéologie Orientale. Kairo 1904. S. 13–22. (französisch)
- Eugène Revillout: Les apocryphes coptes. Publiés et traduits par E. Revillout. Band. 1. Les évangiles des douze apôtres et de S. Barthélemy. Firmin-Didot, Paris 1904, erschienen 1907. S. 170–174 (= Tournhout 1946). (koptisch, französisch)
- Hans Martin Schenke: Das Gamalielevangelium. In: Christoph Markschies, Jens Schröter (Hg.): Antike christliche Apokryphen in deutscher Übersetzung. I. Band: Evangelien und Verwandtes. 7. Auflage, Mohr Siebeck, Tübingen 2012. S. 1310–1313 (deutsche Übersetzung der koptischen Fragmente)
- Marcus Antonius van den Oudenrijn: Gamaliel. Äthiopische Texte zur Pilatusliteratur. In: Spicilegium Friburgense. 4, Univ.-Verlag, Freiburg (Schweiz) 1959. (äthiopisch, deutsch)

### Untersuchungen
- Felix Haase: Literarkritische Untersuchungen zur orientalisch-apokryphen Evangelienliteratur, Leipzig 1913, S. 11–22.
- Luigi Moraldi: Apocrifi de Nouvo Testamento. Vol. 1 Vangeli Apocrifi. Turin 1971, 2. Auflage Casal Monferrato 1994, S. 777–780.
- Mario Erbetta: Gli Apocrifi del Nouvo Testamento. Vol. 1/2. Turin 1981 (Marietti: Genua 2000), S. 344–366.
- J. K. Elliot: The Apocryphal New Testament: A Collection of Apocryphal Christian Literature in an English Translation. Oxford 1993 (=2007), S. 160.
- Marcus-Antonius van den Oudenrijn, Aurelio de Santos Otero: Das Evangelium des Gamaliel. In: Edgar Hennecke, Wilhelm Schneemelcher (Hg.): Neutestamentliche Apokryphen. Bd. 1, 6. Aufl. 1990, S. 441–442.
- Hans Martin Schenke: Das Gamalielevangelium. In: Christoph Markschies, Jens Schröter (Hg.): Antike christliche Apokryphen in deutscher Übersetzung. I. Band: Evangelien und Verwandtes. 7. Auflage, Mohr Siebeck, Tübingen 2012, S. 1307–1313.